# عملية كهروضوكيميائية
العملية الكهرضوكيميائية هي العملية التي تتضمن تحويل الضوء إلى شكل من أشكال الطاقة الكهربائية أو الكيميائية.
تطبق هذه العمليات في مجال الكيمياء الضوئية و مجال مضخات الليزر البصرية و الخلايا الشمسية النوعية ومجالات الضيائية إضافة إلى التأثيرات على التغيرات اللونية عند التعرض للضوء

## الإثارة الإلكترونية
تعرف عملية إثارة الإلكترون بأنها عملية نقل الإلكترون إلى مستوى طاقة أعلى. وتتم هذه العملية أما بواسطة الإثارة الفوتونية حيث يمتص الإلكترون المثار الفوتون و يكسب جميع طاقة الفوتونان الساقطة عليه. أو عبر الإثارة الكهربائية بحيث يمتص الإلكترون الطاقة من إلكترونات أخرى